# روابط اردن و عراق در جنگ ایران و عراق
اردن بخشی از نیروهای نظامی خود را برای کمک به عراق اعزام کرد. همچنین اولین گلوله تانک توسط ملک حسین پادشاه اردن در کنار صدام و در روز ۳۱ شهریور ۱۳۵۹ به سمت ایران شلیک شد.